# اچ‌ام‌اس ئی۲۰
اچ‌ام‌اس ئی۲۰ (به انگلیسی: HMS E20) یک زیردریایی بود که طول آن ۱۸۱ فوت (۵۵ متر) بود. این زیردریایی در سال ۱۹۱۵ ساخته شد.